# Sint-jacobsbladroller
De sint-jacobsbladroller (Cochylis atricapitana) is een vlinder uit de familie bladrollers (Tortricidae). De wetenschappelijke naam is voor het eerst geldig gepubliceerd in 1852 door Stephens.
De soort komt voor in Europa.